# Radosław Matusiak
Radosław ("Radek") Matusiak (Łódź, 1 januari 1982) is een Pools voormalig voetballer die als aanvaller speelde. Hij kwam onder meer uit voor Cracovia Kraków, US Palermo en sc Heerenveen en speelde ook voor het Pools voetbalelftal.

## Interlandcarrière
Matusiak maakte deel uit van het Poolse nationale team onder de 16 jaar tijdens het Europees Kampioenschap van 1999. Polen werd tijdens dat toernooi tweede. Zijn debuut voor het Poolse nationale elftal maakte hij in 2006 in een kwalificatiewedstrijd voor het EK 2008 tegen Servië. Hij maakte het enige doelpunt voor Polen in de wedstrijd die in 1-1 eindigde.

## Statistieken
| seizoen                     | club                        | land                        | competitie             | duels | goals |
| --------------------------- | --------------------------- | --------------------------- | ---------------------- | ----- | ----- |
| 1997/98                     | ŁKS Łódź                    | Polen                       | Ekstraklasa            | ?     | 0     |
| 1998/99                     | ŁKS Łódź                    | Polen                       | Ekstraklasa            | ?     | 0     |
| 1999/00                     | ŁKS Łódź                    | Polen                       | Ekstraklasa            | 4     | 0     |
| 2000/01                     | ŁKS Łódź                    | Polen                       | Ekstraklasa            | ?     | 0     |
| 2001/02                     | ŁKS Łódź                    | Polen                       | Ekstraklasa            | ?     | 0     |
| 2002/03                     | Szczakowianka Jaworzno      | Polen                       | Ekstraklasa            | 11    | 0     |
| 2003/04                     | ŁKS Łódź                    | Polen                       | Ekstraklasa            | 14    | 3     |
| 2003/04                     | Wisła Płock                 | Polen                       | Ekstraklasa            | 14    | 0     |
| 2004/05                     | GKS Bełchatów               | Polen                       | Ekstraklasa            | 33    | 10    |
| 2005/06                     | GKS Bełchatów               | Polen                       | Ekstraklasa            | 30    | 11    |
| 2006/07                     | GKS Bełchatów               | Polen                       | Ekstraklasa            | 15    | 9     |
| 2006/07                     | Palermo                     | Italië                      | Serie A                | 3     | 1     |
| 2007/08                     | sc Heerenveen Wisła Kraków  | Nederland Polen             | Eredivisie Ekstraklasa | 10 8  | 1 2   |
| 2009                        | Widzew Łódź                 | Polen                       | Ekstraklasa            | 7     | 1     |
| 2009/10                     | Cracovia Kraków             | Polen                       | Ekstraklasa            | 35    | 8     |
| 2010/11                     | Asteras Tripoli             | Griekenland                 | Super League           | 4     | 0     |
| 2011/12                     | Asteras Tripoli             | Griekenland                 | Super League           | 0     | 0     |
| 2011/12                     | Widzew Łódź                 | Polen                       | Ekstraklasa            | 10    | 1     |
| Bijgewerkt 11 februari 2015 | Bijgewerkt 11 februari 2015 | Bijgewerkt 11 februari 2015 | Totaal                 | 156   | 37    |